# Oncocnemis flagrantis
Oncocnemis flagrantis là một loài bướm đêm trong họ Noctuidae.